# 1-3-0

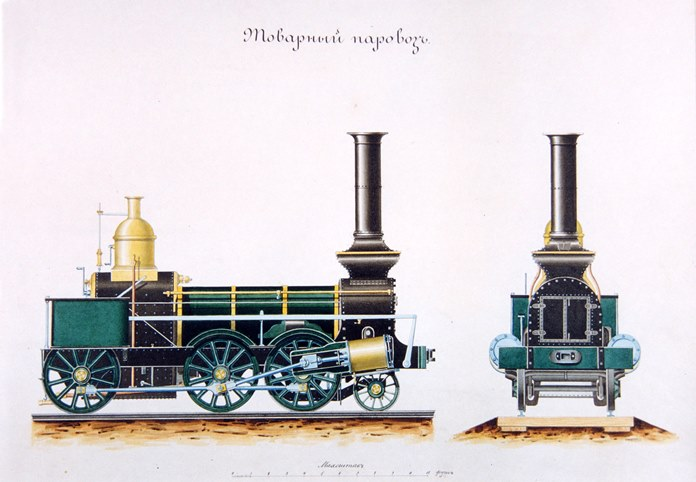
Паровоз серии Д типа 1-3-0

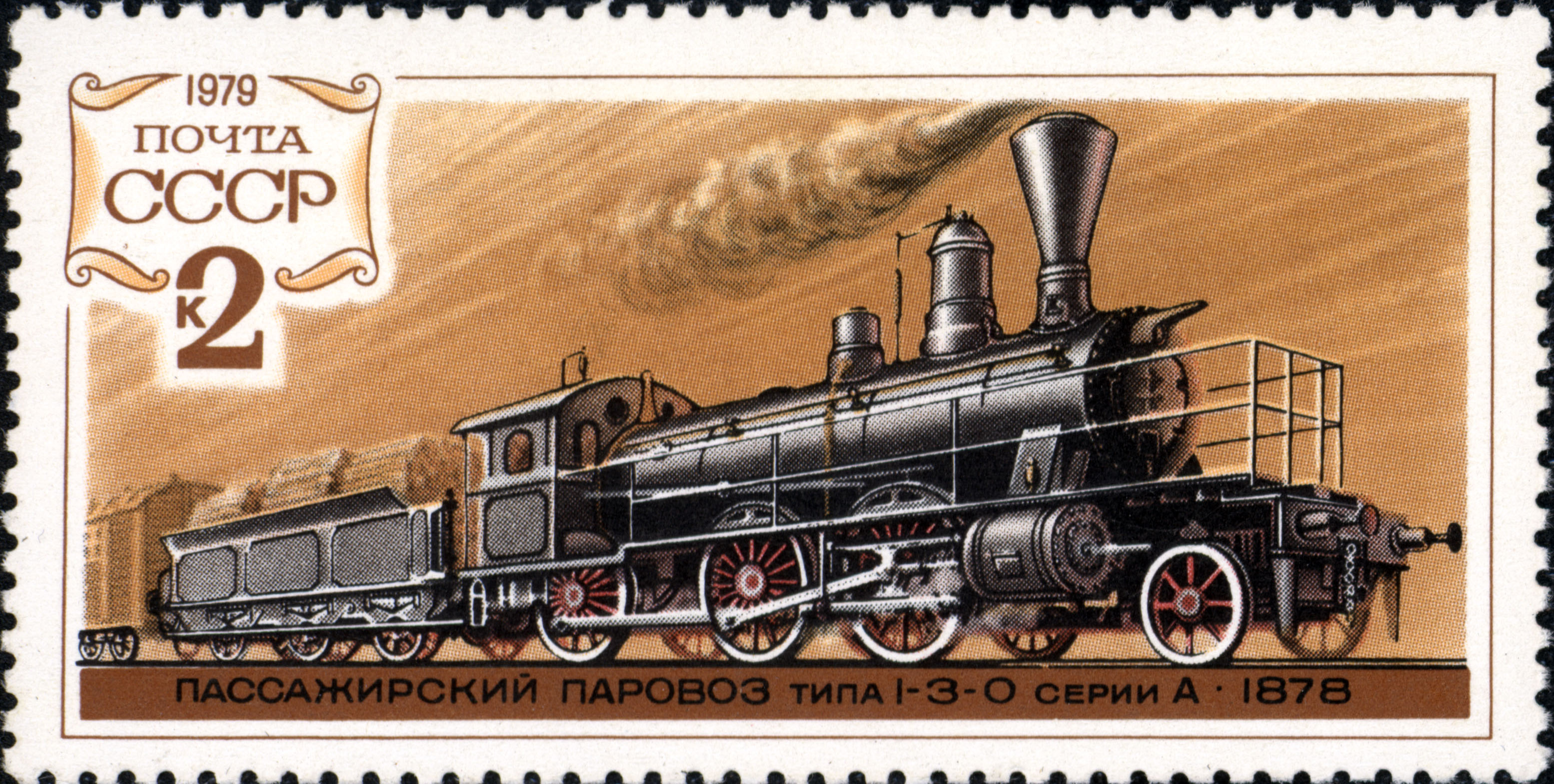
Паровоз серии А типа 1-3-0

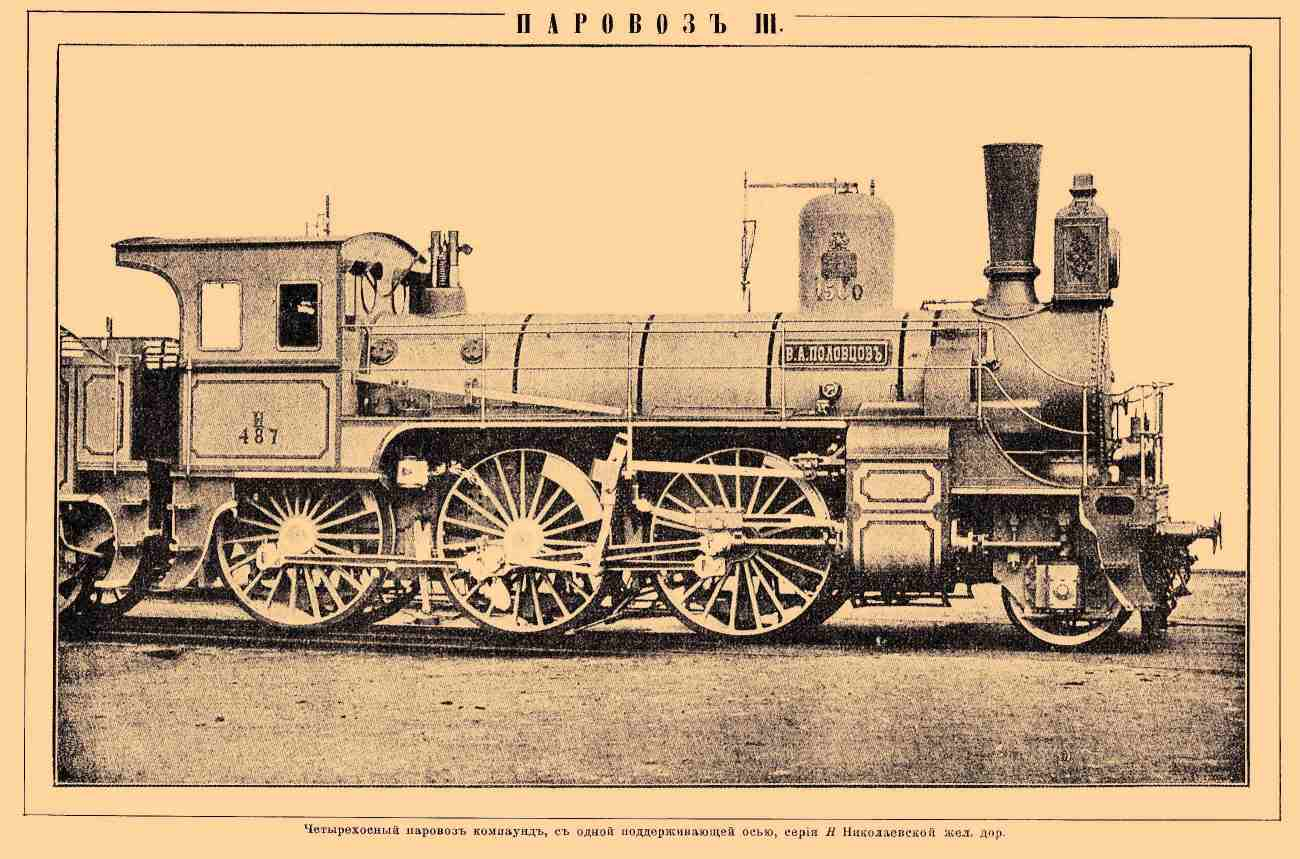
Паровоз серии Н типа 1-3-0

Тип 1-3-0 — паровоз с тремя движущими осями в одной жёсткой раме и одной бегунковой осью. Является дальнейшим развитием типа 0-3-0, в отличие от которого позволяет установить более мощный паровой котёл.
Другие методы записи:
- Американский — 2-6-0 («Могул»)
- Французский — 130
- Германский — 1С

## Паровозы

### Россия
Впервые в мире такой тип локомотивов появился в 1850-е на Петербурго-Московской железной дороге путём переделки нескольких товарных паровозов типа 0-3-0. С 1872 года паровозы данного типа стали поступать на российские железные дороги непосредственно с заводов — сначала с заграничных, а после с российских. Первые в мире пассажирские паровозы типа 1-3-0 также были изготовлены в России — в 1878 году Коломенский завод для Уральской Горнозаводской железной дороги изготовил 16 паровозов данного типа. С 1896 года российские заводы выпускали более совершенные пассажирские паровозы серий Н и Я, но их вскоре вытеснили паровозы типов 2-3-0 и 1-3-1.